# Gorgeous Ladies of Wrestling
Ne doit pas être confondu avec GLOW (série télévisée).
Gorgeous Ladies of Wrestling, aussi connu comme GLOW ou G. L. O. W., était une fédération de catch entièrement féminine créée pour la télévision qui a débuté en 1986 (le pilote a été tourné en décembre 1985) et qui a continué sous diverses formes après avoir quitté le petit écran. Des personnages colorés, des femmes fortes, et des sketchs comiques ont fait partie intégrante du succès de la série. La plupart des interprètes étaient des actrices, des mannequins, des danseuses ou des cascadeuses espérant entrer dans le show-business.

## Débuts
GLOW est créé par David B. McLane, inspiré par son observation de la réaction des fans face aux catcheuses féminines lorsqu'il était animateur et promoteur de la World Wrestling Association, dirigée par Dick the Bruiser. Le catch féminin est considéré comme une trop grande nouveauté et il conseille à McLane d'abandonner l'idée.
McLane se rend à Hollywood, annonçant le casting dans The Hollywood Reporter et de Variety. Plus de 500 femmes participent à l'audition au Gold's Gym. De ce groupe sont choisies une douzaine de femmes qui commencent six semaines de formation dans une salle de gym entre la 108e et Broadway dans le quartier de Watts à Los Angeles. Sue Green est choisie, à l'origine, pour former les filles mais elle est remplacée par Mando Guerrero. Cynthia Peretti (en), vétéran du catch féminin, connue sous le nom de Princesse Jasmine, fait également partie des entraîneuses.
McLane forme un partenariat avec la société de distribution de télévision connu comme le Réseau Indépendant Incorporated (INI), dirigé par l'ancien directeur exécutif de Lorimar-Telepictures Irv Holender. C'est grâce à Holender que McLane rencontre Meshulam Riklis, président de la Rapid-American Corporation, un conglomérat d'entreprises qui inclut le Riviera Casino sur le Strip de Las Vegas. Riklis s'arrange alors pour que GLOW soit hébergé à l'hôtel Riviera. La société d'Holender prend en charge la distribution et McLane dirige le tout. Matt Cimber, qui a récemment dirigé le film Butterfly, mettant en vedette la femme de Riklis, Pia Zadora, est amené à fournir des services pour la création et la direction du spectacle.
Un certain nombre de la première douzaine de membres de GLOW déménagent à Las Vegas et le casting est complété par des femmes des environs, dont beaucoup d'actrices et de showgirl. Lauri Thompson, maintenant avocate à Las Vegas,, joue Susie Spirit. Elle était danseuse aux Folies Bergère du Tropicana. Thompson recrute d'autres filles, créant une chaîne d'amies et de connaissances. L'une d'elles, Lorilyn Palmer, qui joue la Colonelle Ninotchka, prend en charge la formation des nouvelles. Jeanne Basone (en), phlébotomiste à l'époque, est la première embauchée, selon MacLane. Elle joue le personnage de Hollywood. Basone est également apparue dans Playboy, dans une série de photos sur les Lethal Women. Elle a continué de faire des cascades et a lancé sa propre société de production de catch, HollywouldProductions. 
Le spectacle est introduit en 1986 à la convention NATPE. Après le succès de la vente initiale sur les 30 grands marchés télévisuels des États-Unis et de six autres pays, McLane embauche Jackie Stallone, la mère de Sylvester Stallone, pour jouer la propriétaire de GLOW et la cheffe des Good Girls. Kitty Burke appelée Tante Kitty, est la cheffe des Bad Girls.
Huit matches en direct sont diffusés par émission. Le spectacle lui-même diffère de la World Wrestling Federation (WWE) de Vince McMahon du fait que GLOW est créé dans le seul but de faire de l'audience en programmant des spectacles dans plusieurs endroits de la ville chaque semaine. C'est une vraie série, avec des saisons composées de 26 épisodes chacune, rediffusés une fois à la fin de l'année pour terminer. Au total, 104 épisodes sont produits et diffusés. Comme Cimber s'axe sur la production, Andrew Hecker réalise les derniers épisodes. Une cinquième saison est en tournage lorsque la série connaît des problèmes financiers. Hecker réalise une première tentative de renouveau en 1991, qui est devenu le pay per view spécial, GLOW; Gorgeaous Ladies of Wrestling: Canvas Carnage, qui comprend les clips de chaque artiste de l'histoire de la série, et McLane est de retour en tant que présentateur.

## Reprise par Ursula Hayden
La société détenant et exploitant la franchise GLOW appartient depuis 2001 à Ursula Hayden (en), qui a joué Babe the Farmer's Daughter, Princess of Darkness et Donna Matrix. Son premier projet avec GLOW est un spectacle live au Théâtre El Rey à Hollywood en Californie. Suivie par une pay-per-view sur DirecTV produite par Ursula Hayden et Johnny Cafarella, le présentateur des saisons 3 et 4. En avril 2012, GLOW retourne à Las Vegas pour un spectacle qui réunit d'anciennes participantes : Hollywood (Jeanne Basone), Babe the Farmer's Daughter, Gremlina, Lightning, Thunder Bolt, Melody Trouble Vixen, Ashley Cartier, Godiva, Daisy, et Corporal Kelly. Le spectacle présente également de nouvelles catcheuses pour GLOW, y compris Sara Deathray et VH1. En 2012, Ursula Hayden apparaît dans le documentaire GLOW: The Story of the Gorgeous Ladies of Wrestling. En 2017, après quelques années de travail avec des écrivaines Liz Flahive et Carly Mensch, GLOW – une série dramatico-comique basé sur la fédération – est repris par Netflix. Hayden sert maintenant comme consultante sur le tournage.

## Documentaire
Un film documentaire, GLOW: The Story of the Gorgeous Ladies of Wrestling, sort en 2012. Le film est réalisé par Brett Whitcomb et est écrit par Bradford Thomason. Il est mis en musique par ESG. Le film est présenté en avant-première au Hot Docs Canadian International Documentary Festival où il est bien accueilli, et est sélectionné par plusieurs magazines dont New York Magazine, LA Weekly, RogerEbert.com, VICE, /Film, The Village Voice, et Mental Floss. Il remporte le prix du Meilleur Documentaire lors de l'édition 2012 du Comic-Con Film Festival de San Diego, et le Choix du Public du Meilleur Documentaire au Sidewalk Film Festival à Birmingham, en Alabama,,.

## La série Netflix
GLOW est une série télévisuelle créée sur Netflix en 2017. Écrit comme une comédie dramatique, elle raconte l'histoire fictive d'une fédération de catch fictive des années 1980 basée sur les vraies Gorgeous Ladies of Wrestling. Elle a été créé par Liz Flahive et Carly Mensch, avec les actrices Alison Brie, Betty Gilpin, et Marc Maron,.

## Alumnae
| Personnages                                                          | Actrices                                              | Saisons            |
| -------------------------------------------------------------------- | ----------------------------------------------------- | ------------------ |
| Americana                                                            | Cindy Maranne (Ferda)                                 | 1, 2               |
| Amy The Farmer's Daughter                                            | Trudy Adams (en)                                      | 2                  |
| Angel                                                                | Andrea Laird                                          | 2                  |
| Ashley Cartier                                                       | Nadine Kadmiri                                        | 1, 2               |
| Attache                                                              | Laura Fisher                                          | 1, 2               |
| Babe the Farmer's Daughter                                           | Ursula Hayden (en)                                    | 3, 4               |
| Beastie                                                              | Kelle Favara                                          | 3, 4               |
| Big Bad Mama                                                         | Lynn Braxton                                          | 3, 4               |
| The Brat                                                             | Brittany Astor                                        | 5                  |
| Broadway Rose 1                                                      | Eva Chirumbolo                                        |                    |
| Broadway Rose 2                                                      | Andrea Janell                                         | 3                  |
| Brunhilda                                                            | Deanne Murray                                         | 4                  |
| The California Doll 2                                                | Jayne Hamlin                                          | 1, 2               |
| The California Doll 1                                                | Lynda Aldon                                           | Pilot              |
| Cheyenne Cher                                                        | Dee Chocktoot                                         | 3, 4               |
| Colonel Ninotchka                                                    | Lori (Lynn) Palmer                                    | 1–4                |
| Corporal Kelly                                                       | Olympia Hartauer (en)                                 | 1                  |
| Corporal Kelly 2                                                     | Lillian Weaver Crabtree                               | 3                  |
| Daisy                                                                | Helena LaCount                                        | 3, 4               |
| Dallas                                                               | Debi Pelletier (en)                                   | 1                  |
| Debbie Debutante                                                     | Ann LaBree                                            | 1, 2, interim 3    |
| Dementia 2                                                           | Nancy Daley                                           | 3                  |
| Draculetta                                                           | Unknown                                               | 4,5                |
| Dementia, Sugar                                                      | Michelle Duze                                         | 2                  |
| Draculetta                                                           | Unknown                                               | 4                  |
| Ebony                                                                | Jan White                                             | 1, 2               |
| Evangelina                                                           | Christy M. Smith                                      | 3                  |
| Godiva                                                               | Dawn Maestas                                          | 3–5                |
| Gremlina                                                             | Sandy Manley                                          | 3, 5               |
| Habana                                                               | Christina Garcia                                      | 3                  |
| The Heavy Metal Sisters The Housewives, Arlene and Phyllis The Hicks | Sharon "Spike" Wilinsky and Donna "Chainsaw" Wilinsky | 1, 2               |
| Hollywood                                                            | Jeanne Basone (en)                                    | 1–5                |
| Jailbait                                                             | Trish Casella/Trish King Casella                      | 3 (non-diffusé), 5 |
| Jungle Woman                                                         | Annette Marroquin                                     | 1                  |
| Justice                                                              | Narice Crockett                                       | 3, 4               |
| Liberty                                                              | Penny/Penelope Johnson                                | 3                  |
| Lightning                                                            | Cheryl Rusa                                           | 3–5                |
| L'il Mama                                                            | Jerrie Micheline Swoopes                              | 5                  |
| Little Egypt                                                         | Angelina Altishin                                     | 1, 2, 5            |
| Little Feather                                                       | Kuno                                                  | 1                  |
| Little Fiji                                                          | Theresa Woo                                           | 1–3                |
| Magnolia The Southern Bell                                           | Unknown                                               | 4                  |
| Major Tanya                                                          | Noelle Rose                                           | 3, 4               |
| Matilda the Hun                                                      | Dee Booher                                            | 1, 2               |
| Melody "Trouble" Vixen (MTV)                                         | Eileen O'Hara                                         | 3–5                |
| Mexi-Cali Red (Spanish Red's Cousin) Also Liberty in PPV Match       | Unknown                                               | 4–5                |
| Mana the Headhunter                                                  | Myra Singleton                                        | 1, 2               |
| Mountain Fiji                                                        | Emily Dole (en)                                       | 1–4                |
| Nature Boy                                                           | Tony Cimber                                           |                    |
| Ninotchka                                                            | Lori Weathers                                         | 1–5                |
| Olympia                                                              | Debbie Pavlica                                        | 1                  |
| Palestina                                                            | Janeen Jewett                                         | 1, 2               |
| Pepper                                                               | Cynthia Peretti (en)                                  | 1                  |
| Princess of Darkness                                                 | Janet Bowers, Ursula Hayden                           | 1, 2               |
| Queenie                                                              | Cindy Bromley                                         | 4                  |
| Roxy Astor                                                           | Tracee Meltzer                                        | 3–5                |
| The Royal Hawaiian                                                   | April Homm                                            | 1                  |
| Sally The Farmer's Daughter                                          | Beckie Mullen                                         | 1, 3               |
| Salt                                                                 | Charli Haynes                                         | 1                  |
| Scarlet the Southern Belle                                           | Janice Flynn                                          | 1                  |
| Shannon Obrien                                                       | Tresha Bowers                                         | Unaired Episodes   |
| Sneaky                                                               | Unknown                                               | 3, 4               |
| The Soul Patrol, Envy and Adore                                      | Carmen "Envy" Campbell, Teressa "Adore" Sherrod       | 1, 2               |
| Spanish Red                                                          | Ericka Marr/Martinez                                  | 1, 2               |
| Star                                                                 | Suzanne Duplessis                                     | 3, 4               |
| Stinky                                                               | Michelle Javas                                        | 3, 4               |
| Sunny                                                                | Patricia Summerland                                   | 3                  |
| Susie Spirit                                                         | Laurie Thompson                                       | 1, 2               |
| Tammy Jones                                                          | Debbie D'Amato                                        | 1                  |
| Tara the Southern Belle                                              | Shiela Best                                           | 1, 2               |
| Thunderbolt                                                          | Dana Felton Howard                                    | 3                  |
| Tiffany Mellon                                                       | Sandra Margot Escott                                  | 3–5                |
| Tina Ferrari                                                         | Lisa Moretti                                          | 1, 2               |
| Tulsa                                                                | Jody Haselbarth                                       | 2 (interim), 3, 4  |
| Vallerie Vendetta                                                    | Sarah Del Ray                                         | 5                  |
| VH1                                                                  | Taeler Hendrix                                        | 2012 Battle Royal  |
| Vicky Victory                                                        | Peach Janae                                           | 3, 4               |
| Vine                                                                 | Janet Bowers                                          | 1–3                |
| The Widow                                                            | Nancy Daley                                           | 4                  |
| Zelda The Brain                                                      | Marie Moore                                           | 3, 5               |

## Championnats

### Championnat GLOW
| Règne     | Nombre de règne remporté par la championne                    |
| Lieu      | Ville dans laquelle le titre a été remporté                   |
| Evénement | L'événement où le titre fut gagné                             |
| †         | Indique que le changement de titre n'est pas reconnu par GLOW |
| +         | Indique un règne qui change de jour en jour                   |
| <1        | Indique que le règne a duré moins d'une journée               |

| No. | Wrestler           | Reign | Date              | Jours de règne | Lieu              | Evènement                          | Notes                                                                  | Ref.   |
| --- | ------------------ | ----- | ----------------- | -------------- | ----------------- | ---------------------------------- | ---------------------------------------------------------------------- | ------ |
| 1   | Tammy Jones        | 1     | 5 décembre 1985   | 58             | Las Vegas, Nevada | GLOW: Gorgeous Ladies of Wrestling | Jones bat Matilda the Hun pour devenir la première championne de GLOW. | [ 18 ] |
| 2   | The Royal Hawaiian | 1     | 1er février 1986  | 120            | Las Vegas, Nevada | GLOW: Gorgeous Ladies of Wrestling |                                                                        | [ 19 ] |
| 3   | Americana          | 1     | 1er juin 1986     | N/A            | Las Vegas, Nevada | GLOW: Gorgeous Ladies of Wrestling |                                                                        | [ 20 ] |
| —   | Vacated            | —     | 1er décembre 1988 | —              | Las Vegas, Nevada | GLOW: Gorgeous Ladies of Wrestling | Finit par une controverse sur le match en Americana et Col. Ninotchka  | [ 21 ] |
| 4   | Tina Ferrari       | 1     | 15 mai 1986       | N/A            | Las Vegas, Nevada | GLOW: Gorgeous Ladies of Wrestling | Bat Col. Ninotchka dans un match simple pour le titre.                 | [ 22 ] |
| 5   | Col. Ninotchka     | 1     | 1er décembre 1987 | N/A            | Las Vegas, Nevada | GLOW: Gorgeous Ladies of Wrestling |                                                                        | [ 23 ] |
| —   | Vacated            | —     | 17 juin 1988      | —              | Las Vegas, Nevada | GLOW: Gorgeous Ladies of Wrestling |                                                                        | [ 24 ] |
| 6   | Cheyenne Cher      | 1     | 1er décembre 1988 | N/A            | Las Vegas, Nevada | Gorgeous Ladies of Wrestling       | Bat Godiva dans le tournoi final pour récupérer le titre vacant.       | [ 25 ] |
| 7   | Daisy              | 1     | 1er décembre 1989 | >10,000        | Las Vegas, Nevada | GLOW: Gorgeous Ladies of Wrestling | Diffusé le 26 mai 1990                                                 | [ 26 ] |